# Calkin Glacier
Calkin Glacier är en glaciär i Antarktis. Den ligger i Östantarktis. Nya Zeeland gör anspråk på området. Calkin Glacier ligger 1 744 meter över havet.
Terrängen runt Calkin Glacier är huvudsakligen bergig, men söderut är den kuperad. Calkin Glacier ligger uppe på en höjd. Trakten är obefolkad. Det finns inga samhällen i närheten. 